# Mikael Eriksson (dansbandsmusiker)
Knagg Bengt Mikael Eriksson, född 8 november 1970, var trummis och kapellmästare i dansbandet Larz-Kristerz fram till årsskiftet 2018/19. Han var med och segrade i Dansbandskampen 2008. Han var som ung med i dansbandet Jannkess. Där spelade också Kent Lindén och Trond Korsmoe, som båda nu är medlemmar i Larz-Kristerz. Han nominerdes till Guldklaven i kategorin Årets musiker 2011.

## Diskografi

### Album
- Stuffparty 1 - 2003
- Stuffparty 2 - 2004
- Stuffparty 3 - 2007
- Hem till dig - 2009
- Om du vill - 2009
- Små ord av guld - 2010
- Från Älvdalen till Nashville - 2011
- Det måste gå att dansa till - 2013

### Singlar
- Carina - 2009
- Larz-Kristerz -Hem till dig - 2009

## Filmografi
- 2008 -  Dansbandskampen
- 2009 -  Babben & Co
- 2009 -  Allsång på skansen